# Vuta
Vuta (mađ. Pilisszentlélek, slovački Hut(a), njemački Glasshütte) je selo na samom sjeveru zapadne polovine Mađarske, na šumovitoj gori Pilišu, 15 km južno od Dunava, istočno od Dunavskog zavoja. Vutanski je hrvatski toponim zabilježio Živko Mandić u podunavskom selu Čepelju.

## Upravna organizacija
Upravno pripada Gradu Ostrogonu kojem je upravno pripojen 1985. godine. Ostrogon se nalazi u ostrogonskoj mikroregiji u Komoransko-ostrogonskoj županiji. Vuta je upravno dio unutarnjeg dijela grada, iako je udaljena 10 km od samog grada Ostrogona. Poštanski je broj 2508, dok je sami grad Ostrogon 2500. U Ostrogonu djeluju bugarska, njemačka, poljska, romska, rusinska i slovačka manjinska samouprava.

## Stanovništvo
U Vuti je prema popisu 2001. živjelo 328 stanovnika. Vuta je 1930. imala 92,6% Slovaka, 4,7% Mađara. Za čehoslovačko-mađarske razmjene stanovništva 1947./48. 183 slovačke obitelji preseljene su u ondašnju Čehoslovačku.

## Vanjske poveznice
- Službene stranice